# Гевелий, Эльжбета
Катерина Эльжбета (Елизавета) Гевелий (Elisabeth Hevelius), урожденная Коопман (1647—1693) — одна из первых известных в истории женщин-астрономов и одна из первых женщин, деятельность которых на поприще науки признали современники. Эльжбета и её муж, выдающийся польский астроном Ян Гевелий (1611—1687), представляли собою гармоничный союз двух астрономов, союз, в итоге оставивший немалый след в науке.

## Биография
Эльжбета Коопман родилась 17 января 1647 в богатой купеческой семье города Гданьска (Данцига). Её отец Николас Коопман (в др. транскрипциях: Кауфман, Кооперман — нем. «купец») (1601—1672) активно торговал в составе Ганзейского союза; из не менее почтенной семьи ганзейских купцов происходила его супруга Иоганна, в девичестве Меннингс (1602—1679).
Источники гласят, что их дочь Эльжбета, с детства увлеченная звездами, ещё ребёнком познакомилась с самым знаменитым уроженцем родного Гданьска — астрономом, купцом, отцом города Яном Гевелием. Обсерватория Гевелия, занимавшая три здания в Гданьске, признавалась в то время лучшей в мире. Гевелий лично пообещал Эльжбете показать «чудеса небес», когда она станет постарше.
Первая жена Гевелия, Катарина, скончалась в 1662 году, и вскоре пятнадцатилетняя Эльжбета напомнила вдовцу о его обещании. В следующем, 1663, году они обвенчались.
Невесте было 16, жениху — 52, и им предстояло прожить вместе почти 25 лет и четырежды стать родителями (от первого брака детей у Гевелия не было).
Гевелии имели сына, умершего в младенчестве, и трех дочерей (Катерина Эльжбета, Джулия Рената и Флора Константин), доживших до преклонных лет и наградивших Гевелиев внуками. Старшую дочь звали Катериной Эльжбетой в честь матери.
Как установлено из книг самого Гевелия, Эльжбета начала работать вместе с ним в обсерватории начиная с 1664 г. Гевелий хвалит в книгах её математические способности и усердие астронома, приводит результаты научных наблюдений Эльжбеты в письмах коллегам. Например, Гевелий приводит сделанные Эльжбетой замеры угловых расстояний между компонентами двойных звезд в письме английскому астроному Джону Флемстиду, с которым он обменивался результатами исследований.
Сама Эльжбета впервые фигурирует в трактате мужа «Machina Coelestis», где приводятся эти же замеры от 2 мая 1665 г.
До самой смерти Яна Гевелия Эльжбета была верной и деятельной помощницей во всех его начинаниях. Она принимала участие в наблюдениях, вела вычисления, поддерживала отношения с зарубежными друзьями Гевелия и вела с ними научную переписку (на латинском языке, который, как и математику, предположительно изучила в замужестве с помощью Гевелия), а после смерти мужа довела до конца и издала три его сочинения: Catalogus stellarum fixarum ad annum 1660(1687) («Каталог неподвижных звезд на эпоху 1660 г.), Firmamentum Sobiescianum sive Uranographia etc. (1690) и Prodromus Astronomiae (1690)».
Из зарубежных друзей Гевелиев стоит упомянуть Эдмунда Галлея, который специально приезжал в Гданьск для встречи с четой астрономов в 1679 году и два месяца вел вместе с ними наблюдения в обсерватории — в том числе, вместе с Эльжбетой.
Prodromus Astronomiae («Предвестник астрономии») считается одним из главных достижений Гевелия. Трактат включает звездный каталог с описанием 1564 звезд, видимых над горизонтом в Гданьске. Это последний (и самый точный) звездный каталог, созданный в эпоху наблюдений за небом без помощи телескопа.
В нём впервые приведены не только эклиптикальные, но и экваториальные координаты для каждой звезды.
Firmamentum Sobiescianum sive Uranographia etc. («Уранография») — это атлас неба, состоящий из 54 карт для каждого созвездия и двух полусфер для всего неба. Гевелий выделил 11 новых созвездий, некоторые введенные им названия созвездий (Гончие Псы, Жираф, Ящерица, Малый Лев, Секстант, Единорог, Лисичка, Щит) сохранились до наших дней.
Через три года после публикации Prodromus Astronomiae, в декабре 1693 года, Эльжбета Гевелий скончалась и была похоронена в могиле мужа. На тот момент ей было всего 46 лет.
В честь Эльжбеты Гевелий названы малая планета 12625 Коопман и кратер Корпман на Венере.
В 2006 году Элизабет Вальц написала романтизированную биографию Эльжбеты Гевелий — The Star Huntress («Охотница на звезды»).
В семье Эльжбета играла особую роль. Она успевала не только заниматься наукой, но и уделяла немало времени бытовым хлопотам. Ян же в письмах к своим коллегам отзывался о жене очень бережно и с почтением. Он называл ее возлюбленной. Она также вела и семейный бизнес, контролировала работу пивоварен и воспитывала дочь. Ее муж заботился о растениях и выращивал редкие виды, поэтому ей приходилось и разбираться в садоводстве, ухаживать за садом.